# مامادو ندياي (لاعب كرة سلة)
مامادو ندياي (بالفرنسية: Mamadou N'Diaye)‏ مواليد 16 يونيو 1975 في داكار، هو مدرب كرة سلة سنغالي ولاعب سابق. بدأ مسيرته الاحترافية في سنة 2000. تم اختياره من قبل فريق دنفر ناغتس خلال الدرافت. يبلغ طوله 7 قدم 0 بوصة (2.1 م). اعتزل اللعب في 2010. أحرز خلال مسيرته في الإن بي إيه 262 نقطة بمعدل 3.8 نقاط في المباراة الواحدة.

## المسيرة الاحترافية
لعب مع تورونتو رابتورز من سنة 2000 إلى 2003، ثم لعب مع دالاس مافيريكس في سنة 2004، ثم لعب مع أتلانتا هوكس في سنة 2004، ثم لعب مع لوس أنجلوس كليبرز في موسم 2004–2005، ثم لعب مع زالغيريس لكرة السلة في موسم 2008–2009.

## إحصائيات المسيرة

### الدوري الأوروبي
| السنة   | الفريق              | لعب | بدأ | دقيقة | ميداني% | ثلاثية | حرة  | ارتداد | صنع | استلاب | تصدي | نقطة | أداء |
| ------- | ------------------- | --- | --- | ----- | ------- | ------ | ---- | ------ | --- | ------ | ---- | ---- | ---- |
| 2007–08 | زالغيريس لكرة السلة | 6   | 0   | 25.5  | .487    | .000   | .565 | 7.0    | .7  | 1.2    | 1.0  | 8.5  | 11.3 |

## روابط خارجية
- مامادو ندياي على موقع الاتحاد الدولي لكرة السلة (الإنجليزية)
- مامادو ندياي على موقع إن بي أي (الإنجليزية)
- مامادو ندياي على موقع سبورتس رفرنس (الإنجليزية)
- مامادو ندياي على موقع كرة السلة الأوروبية.كوم (الإنجليزية)
- مامادو ندياي على موقع كلية كرة السلة في سبورتس رفرنس.كوم (الإنجليزية)
- مامادو ندياي على موقع ريلجم (الإنجليزية)
- مامادو ندياي على موقع بروبوليرز (الإنجليزية)
- مامادو ندياي على موقع سبورتس رفرنس (الإنجليزية)
- مامادو ندياي على موقع سبورتس رفرنس (الإنجليزية)